# Pezzana
Pezzana is een gemeente in de Italiaanse provincie Vercelli (regio Piëmont) en telt 1146 inwoners (31-12-2004). De oppervlakte bedraagt 17,4 km², de bevolkingsdichtheid is 66 inwoners per km².

## Demografie
Pezzana telt ongeveer 509 huishoudens. Het aantal inwoners steeg in de periode 1991-2001 met 3,9% volgens cijfers uit de tienjaarlijkse volkstellingen van ISTAT.
| Jaar | Inwoneraantal |
| ---- | ------------- |
| 1991 | 1087          |
| 2001 | 1129          |

## Geografie
Pezzana grenst aan de volgende gemeenten: Asigliano Vercellese, Caresana, Palestro (PV), Prarolo, Rosasco (PV), Stroppiana.
Alagna Valsesia · Albano Vercellese · Alice Castello · Arborio · Asigliano Vercellese · Balmuccia · Balocco · Bianzè · Boccioleto · Borgo Vercelli · Borgo d'Ale · Borgosesia · Breia · Buronzo · Campertogno · Carcoforo · Caresana · Caresanablot · Carisio · Casanova Elvo · Cellio · Cervatto · Cigliano · Civiasco · Collobiano · Costanzana · Cravagliana · Crescentino · Crova · Desana · Fobello · Fontanetto Po · Formigliana · Gattinara · Ghislarengo · Greggio · Guardabosone · Lamporo · Lenta · Lignana · Livorno Ferraris · Lozzolo · Mollia · Moncrivello · Motta de' Conti · Olcenengo · Oldenico · Palazzolo Vercellese · Pertengo · Pezzana · Pila · Piode · Postua · Prarolo · Quarona · Quinto Vercellese · Rassa · Rima San Giuseppe · Rimasco · Rimella · Riva Valdobbia · Rive · Roasio · Ronsecco · Rossa · Rovasenda · Sabbia · Salasco · Sali Vercellese · Saluggia · San Germano Vercellese · San Giacomo Vercellese · Santhià · Scopa · Scopello · Serravalle Sesia · Stroppiana · Tricerro · Trino · Tronzano Vercellese · Valduggia · Varallo Sesia · Vercelli · Villarboit · Villata · Vocca
1. ↑  https://demo.istat.it/?l=it.